# St. Martin (Insel)
St. Martin ist eine hügelige Insel im Karibischen Meer, gelegen im Norden der Kleinen Antillen.
In dieser Inselgruppe gehört sie zu den Inseln über dem Winde. Sie ist vulkanischen Ursprungs. Die höchste Erhebung bildet der Pic Paradis mit einer Höhe von 424 m über Meeresniveau. Der nördliche, größere Inselteil ist Teil des französischen Überseegebiets Saint-Martin. Der südliche Teil gehört zum autonomen Land Sint Maarten des Königreichs der Niederlande. St. Martin ist somit unter den bewohnten Inseln die kleinste durch Staatsgrenzen geteilte Meeresinsel.

## Geografie
Die etwa 87 km² große Insel liegt rund 250 km östlich der Großen Antilleninsel Puerto Rico. St. Martin ist politisch zwischen Frankreich und dem Königreich der Niederlande geteilt. Der niederländische Teil gehört zu den SSS-Inseln.

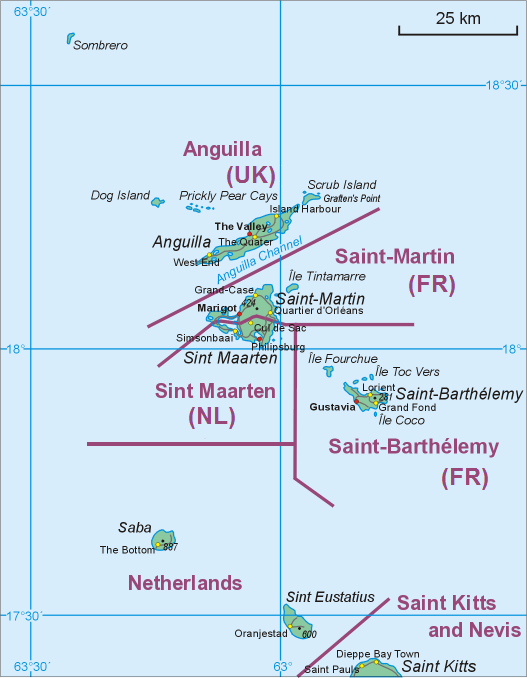
Lagekarte von Saint-Martin / Sint Maarten

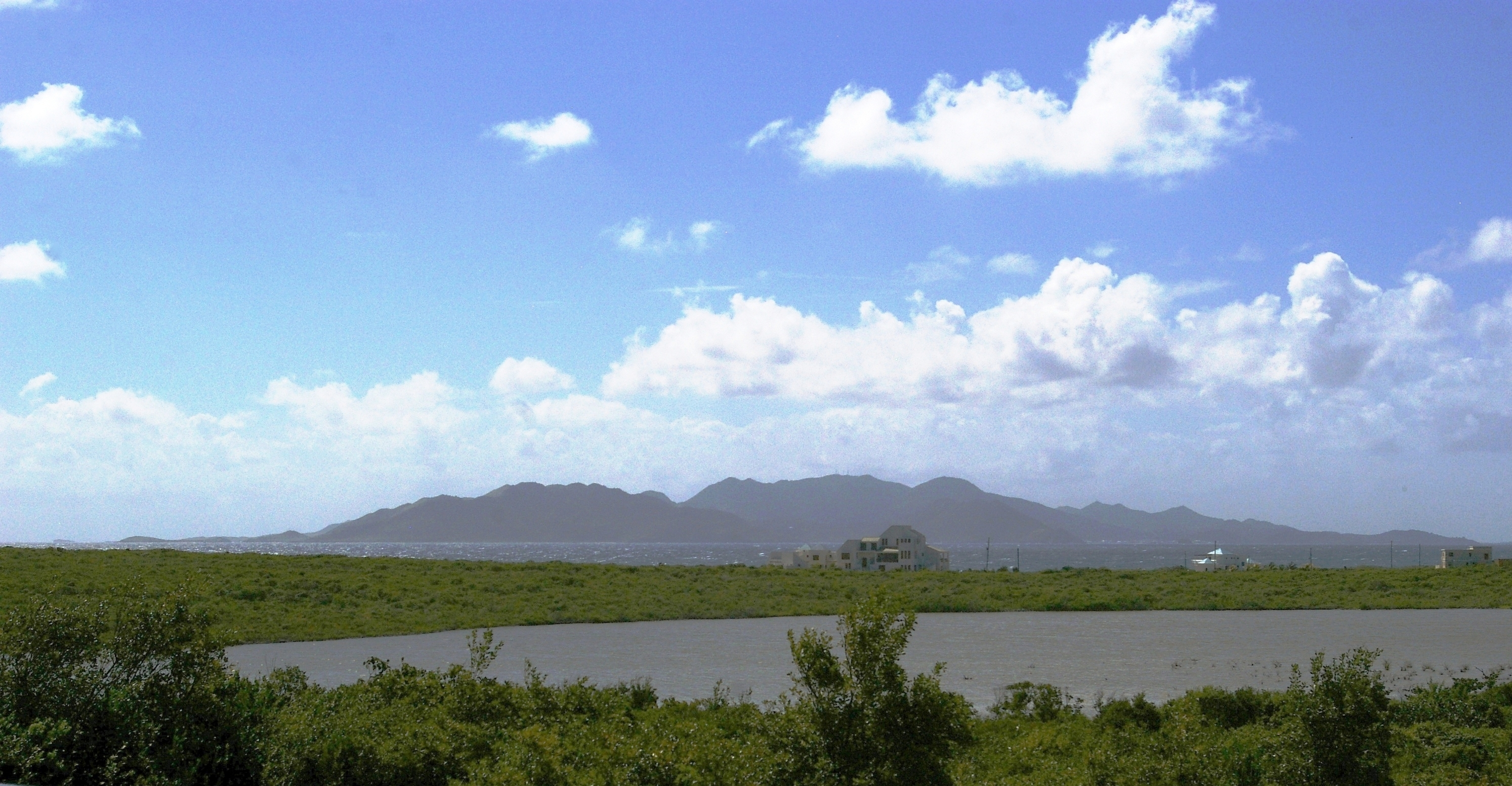
Blick von Anguilla (UK) auf Saint-Martin

Der nördliche, größere Inselteil bildet zusammen mit einigen Nebeninseln das französische Überseegebiet Saint-Martin und gehört zur EU. Der südliche Teil bildet mit einigen Nebeninseln das autonome Land Sint Maarten im Königreich der Niederlande. Zusammengefasst als „Saint-Martin / Sint Maarten“ ist sie eine der kleinsten Inseln, die zwei Staaten angehören. Nur hier haben Frankreich und das Königreich der Niederlande eine gemeinsame Landgrenze.
Der Hauptort des französischen Gebietes heißt Marigot; weiter im Norden liegt Grand Case an der gleichnamigen Bucht. Der Hauptort des niederländischen Teiles ist Philipsburg. Der Anguilla-Kanal trennt St. Martin von der britischen Nachbarinsel Anguilla im Norden. Der Saint-Barthélemy-Kanal trennt Sint Maarten von der französischen Insel Saint-Barthélemy im Südosten.

## Geschichte
Die Insel wurde am 11. November 1493, dem Namenstag des heiligen Martin, von Christoph Kolumbus entdeckt und Isla de San Martín genannt.
Im Juni 1633 besetzten die Spanier die Insel, um die holländische Festung vor Ort zu übernehmen. Im Jahre 1648 wurde das Inselgebiet geteilt, nachdem französische und niederländische Kriegsgefangene ihre spanischen Aufseher vertrieben hatten. Der Legende nach teilten die Deportierten die Insel unter sich auf, indem ein Niederländer und ein Franzose die Insel in gegensätzlicher Richtung umrundeten, bis sie sich wieder am Strand trafen. Es heißt auch, der Franzose habe dem Niederländer eine Wasserflasche gegeben, die allerdings Gin enthalten habe, weshalb heute der französische Teil größer sei als der niederländische. 
Die heutige französisch-niederländische Landgrenze wurde durch den Vertrag von Concordia am 23. März 1648 festgelegt. Der niederländische Inselteil (Sint Maarten) gehörte politisch bis zu deren Auflösung am 10. Oktober 2010 zu den Niederländischen Antillen.
Mit mehr als 72.000 Einwohnern ist die Insel heute im Vergleich zu Nachbarinseln stark besiedelt. Zum Stichtag 1. Januar 2014 waren es auf der niederländischen Seite 37.132 Einwohner, während für die französische Seite 35.107 Einwohner angegeben wurden.
Die offizielle Währung des französischen Teils der Insel ist der Euro, die des niederländischen Teils der Karibische Gulden. Der US-Dollar wird auf beiden Inselteilen akzeptiert. Der Wechselkurs des Karibischen Guldens (XCG) zum US-Dollar ist fixiert auf 1 USD = 1,79 XCG. Bei alltäglichen Geschäften werden Euro und US-Dollar nicht selten 1:1 verrechnet.

## Klima
Die Insel unterliegt nach der Köppen-Geiger-Klassifikation tropischem Monsunklima; die Trockenzeit reicht von Januar bis April, die Regen- und Hurrikanzeit von August bis Dezember. Der Wind weht meist aus Ost oder Nordost. Die Lufttemperatur liegt zwischen 20 °C und 34 °C; das Jahresmittel beträgt 27 °C. Die Temperatur des Meerwassers reicht von 25,9 °C im Februar bis 28,4 °C im Oktober bei einem Jahresmittel von 27,2 °C. Über das Jahr, aber nur an 142 Tagen, fällt 1047 mm Regen. Gewitter sind relativ selten: an 18 Tagen im Jahr.
St. Martin wird in unregelmäßigen Abständen von Hurrikanen heimgesucht. Seit den 1990er-Jahren wüteten „Luis“ (September 1995), „Lenny“ (November 1999) und „Irma“ (September 2017) am schlimmsten. „Irma“ zerstörte etwa 95 Prozent der Gebäude und der Infrastruktur im französischen Teil der Insel; im niederländischen Teil wurden unter anderem Flughafen und Hafen stark beschädigt. Der zuständige Minister des Königreichs der Niederlande sprach vom „stärksten Orkan seit Menschengedenken in diesem Gebiet“.

## Verkehr

Bucht von Grand-Case mit Kreolen-Fels, im Norden dahinter die Insel Anguilla. Maschine der Air Caraïbes im Landeanflug auf L’Espérance

Der Bevölkerungsdichte entspricht der starke Autoverkehr, der zu Stoßzeiten auf beiden Inselteilen Staus verursacht.
Auf der französischen Seite gibt es im Norden bei Grand Case den Flugplatz L’Espérance, den kleine Linienmaschinen und das Postflugzeug zur regionalen Verbindung der Antillen anfliegen.
Auf der niederländischen Seite befindet sich der im Zweiten Weltkrieg von US-Pioniereinheiten erbaute Princess Juliana International Airport, der zunächst als Militärflugplatz der Alliierten diente. Er wurde 1943 von der späteren Königin Juliana während einer geheim gehaltenen Reise zu den Niederländischen Antillen eröffnet. Die Start- und Landebahn liegt direkt an der Küste, auf der südlichen zweier schmaler Landbrücken. Das Besondere ist, dass die Flugzeuge (darunter auch Großraumflugzeuge wie der Airbus A340 und die Boeing 747) wegen der Nähe der Landebahn zum Strand nur wenige Meter über den Köpfen der Urlauber niedergehen. Deswegen ist der für die Öffentlichkeit freigegebene Maho Beach mit Warnhinweisen versehen. Der ungewöhnlich geringe Abstand erlaubt Touristen, die landenden Flugzeuge aus nächster Nähe zu fotografieren. Am Strand kündigt ein Surfbrett, auf das der Flugplan geschrieben wird, die Flüge an.